# Domenica di Tropea
Domenica (Tropea, 260 o 287 – Campagna o Nicomedia, 303) è stata una giovane martire cristiana, venerata come santa dalla Chiesa cattolica e dalla Chiesa ortodossa.

## Agiografia
Il nome Domenica è la forma latina del greco Ciriaca (Κυριακή), corrispondente a una santa anatolica le cui vicende agiografiche sono perfettamente sovrapponibili alla vita di santa Domenica.
La conferma viene dal Martirologio Romano che il 6 luglio commemora: «A Nicomedia in Bitinia, nell'odierna Turchia, santa Ciriaca, vergine e martire sotto Diocleziano, che è oggetto di grande venerazione a Tropea in Calabria». 

### Santa Ciriaca nellaPassiogreca
Secondo la Passio greca Ciriaca era figlia di Doroteo ed Eusebia; nel corso della persecuzione di Diocleziano, fu arrestata con i genitori e condotta a Nicomedia. I genitori, forse per la posizione di rilievo che occupavano nella comunità locale, vennero graziati, grazie all'interessamento dello stesso imperatore, e mandati in esilio ai confini dell'Eufrate. La santa fu torturata, ma la sua resistenza fece convertire coloro i quali erano accorsi a partecipare al macabro spettacolo. Venne dunque messa al rogo, ma le fiamme non lambirono il suo corpo. Venne allora data in pasto ai leoni, ma anche questo tentativo fu vano, dato che i leoni si ammansirono di fronte a lei. Dopo una lunga tortura, venne alfine condannata alla decapitazione.
Le sue spoglie sarebbero poi state portate a Tropea dove fiorì il culto della giovane martire.

### Santa Domenica nelle fonti latine
Secondo lo storico Niccolò De Nigris, che scrive nel 1691, poco dopo l'autorizzazione del culto della Santa, e secondo la tradizione locale, invece, Domenica, nacque in località Sant'Abbondio di Campagna, e fu qui martirizzata sotto Diocleziano; dopo essere stata decapitata, le sue spoglie furono portate a Tropea come monito per i cristiani oppure il suo corpo fu portato dagli angeli a Tropea.

## Il culto
La commemorazione liturgica ricorre il 6 luglio.
Le sue spoglie sono venerate nella cattedrale di Tropea. 
La commemorazione viene anche svolta a Santa Domenica di Ricadi dal 4 al 6 luglio con vari festeggiamenti in piazza.
Il giorno conclusivo viene svolta la processione.
Caratteristica della festa sono gli spettacoli lungo le vie del paese, dal ballo dei giganti, fantocci di cartapesta che rievocano la conquista della libertà da parte dei calabresi rispetto alle sottomissioni continue subite durante i secoli. 
Poi gli spettacoli pirotecnici, in particolare il ballo del "camiuzzu i focu", letteralmente "cammello di fuoco", fantoccio fatto di cartapesta, guarnito di vari fuochi pirotecnici e ballato in piazza da un abile ballerino, simboleggia gli esattori che in epoca Saracena, su di un cammello percorrevano le vie dei paesi riscuotendo le tasse che strozzavano l'economia, finché non arrivarono i Normanni a liberare la popolazione oppressa.
Infine i classici fuochi d'artificio dopo la mezzanotte.
Un'altra ricorrenza sempre nel paesino di Santa Domenica, avviene nel mese di agosto.
In particolare la Santa viene portata in processione da una piccola chiesetta a lei dedicata e nella quale vi è un pozzo in cui vi è l'impronta del suo piede, alla spiaggia di "Formicoli" che si trova nelle vicinanze di questa chiesetta.
Oltre che a Tropea, il culto di santa Domenica è presente in diverse località: presso Fiumefreddo esisteva un'antichissima chiesa dedicata alla Santa; un antico monastero greco, detto di Santa Domenica di Gallico era nella diocesi di Reggio Calabria; a lei fu dedicato un cenobio camaldolese eretto nel XVI secolo a Camaldoli di Campagna. La chiesa di Santa Domenica a Rossa nel Grigioni è una delle tante testimonianze del culto della Santa in quella zona alpina.
A Scorrano si celebra una delle feste più grandi d'Italia proprio in onore di santa Domenica nelle notti del 5, 6 e 7 luglio di ogni anno. Le più importanti ditte di luminarie si sfidano nella creazione delle "parazioni" (in dialetto scorranese): vengono realizzati enormi castelli, cattedrali, archi, gallerie e torri interamente illuminate dalle luci tradizionali, alle quali negli ultimi anni si sono aggiunte, grazie all'innovazione tecnologica, le lampade a led, le microluci e i flash per rendere ancora più magica l'atmosfera di festa nelle notti del 5-6-7 luglio di ogni anno. Oltre alle spettacolari luminarie anche le gare pirotecniche, in cui partecipano le più importanti ditte d'Italia, richiamano numerosi visitatori da ogni parte d'Italia. Tradizionale è la lunga processione che si tiene dalle 9,00 di mattina del 6 luglio fino alle ore 13,00 in cui vengono attraversate tutte le strade della Città con numerose batterie di fuochi pirotecnici che accompagnano la Santa fino al cosiddetto "ARCO di SANTA DOMENICA" in cui davanti alla folla si consegnano le chiavi della Città di Scorrano alla Santa Protettrice..
A Tremestieri, un villaggio della zona sud di Messina, si svolgono i festeggiamenti in onore di Santa Domenica vergine e Martire la seconda domenica di luglio. I festeggiamenti durano 7 giorni con manifestazioni civili e religiose.
A Mandanici, un piccolo comune della città metropolitana di Messina, la festa liturgica in onore di santa Domenica è celebrata il giorno 6 di luglio. I festeggiamenti esterni, con processione del simulacro della santa per le vie del paese, si svolgono invece la prima domenica di agosto.
A Protonotaro (Messina) viene commemorata liturgicamente il 6 luglio con festeggiamenti esterni alla prima domenica di agosto.
Grande devozione nei confronti di Domenica di Tropea è manifestata dai cittadini di Caraffa di Catanzaro i quali, ogni 6 luglio, festeggiano e ringraziano la santa per la sua protezione. 
Nella chiesa parrocchiale è presente una reliquia ossea e una tela del maestro De Filippo raffigurante la giovane Domenica.
A Santa Domenica Vittoria, nella città metropolitana di Messina, è compatrona. Il 6 luglio si celebra la santa messa e si festeggia l'ultima domenica di Agosto (la festa dei bambini) in procinto con la festa patronale.